# Slay the Spire
『Slay the Spire』はMega Crit Gamesによって開発されたローグライクカードゲームである。2017年11月より早期アクセスが開始され、その後PC、PlayStation 4、Nintendo Switch、Xbox One、iOS向けに正式リリースされている。

## ゲーム内容
ゲームを開始する際、プレイヤーは初期デッキや入手カードなどがそれぞれ異なる4つのキャラクターの内1つを選択する。プレイヤーはランダムに生成されるマップ上の敵を倒しながら塔の攻略を目指すことになる。マップ上には「敵」、「エリート」、「商人」、「財宝」、「休憩」、「未知」の6種類のマーカーが存在する。「敵」、「エリート」のマーカーに止まると敵との戦闘が発生し、カードとエナジーを使用して攻撃や防御などを行うことで敵を倒すことになる。マップの最後には「ボス」のマーカーが存在し、強力な敵と戦闘することになる。ボスを倒すと希少なカードやボス専用のレリックが入手できる。

### 登場するアイテム
カード
戦闘において使用するアイテム。相手に攻撃する「アタック」、相手の攻撃を防ぐブロックの効果などがある「スキル」、長期間自身の能力を向上させるなどの効力がある「パワー」の3種類がある。カードには「コスト」が存在し、コストの数と同数のエナジーを使用することでカードを使用できる。
レリック
様々な効果をもたらすアイテム。戦闘後にHPを回復したり，カードを追加で引けるようになるなどの効果がある一方、負の効果をもたらす場合もある。
ゴールド
商人からのアイテムの購入に使用できるアイテム。
ポーション
戦闘中に使用できるアイテム。キャラクターやカードの強化、攻撃を行うことができる。

## 開発
Mega Crit Gamesの創設者の一人Anthony Giovannettiは昔から「ドミニオン」等のデッキ構築型カードゲームが好きで、同種ゲームである「マジック:ザ・ギャザリング」の大会への出場や「アンドロイド:ネットランナー」のファンサイトの運営を行い、カードゲームを扱う店の店長も務めていた。一方で、コンピュータゲームではローグライクのジャンルのものを好んでプレイし、この仕組みはカードゲームのデッキ構築システムと相性が良いのではと考えていた。そうした中、もう一人のMega Crit Games創設者である大学の同級生Casey Yano(矢野慶史)からゲーム開発の誘いを受け、務めていた会社を辞めて本作の開発に取り掛かることになった。
本作では膨大な数のカードやアイテム、敵、イベントがあり、その全てのバランスを調整する必要があった。これを実現するため、Mega Crit Gamesの2人は友人や家族にテスターとして参加を依頼したほか、前述の「アンドロイド:ネットランナー」のサイトを訪れていた強豪プレイヤーもテスターに加わり、1年以上をかけて調整が行われた。その後、PC向けの早期アクセス版が配信されてからはSNSを活用し一般ユーザーからもフィードバックを得た。